# Alja
Alja je žensko osebno ime.

## Izvor imena
Ime Alja lahko izhaja iz ruskega imena Alja, ki je skrajšana oblika iz imena Aleksandra. Tvorjeno je tako, da se zlogu Al- doda produktivni ženski sufiks -ja.

## Različice imena
- ženske različice imena: Ala, Aleša, Aleška, Alija, Alijana, Alije, Aljana, Aljanka, Aljenka, Aljonka, Aljoša, Aljoška, Alka, Alla,
- moške različice imena: Al, Alija, Aljo

## Pogostost imena
Po podatkih Statističnega urada Republike Slovenije je bilo na dan 31. decembra 2007 v Sloveniji število ženskih oseb z imenom Alja: 1.371. Med vsemi ženskimi imeni pa je ime Alja po pogostosti uporabe uvrščeno na 155. mesto.

## Osebni praznik
Koledarsko je ime Alja lahko uvrščeno k imenu Aleksandra oziroma Aleksander.